# Huntingdonshire
Huntingdonshire este un district nemetropolitan în Regatul Unit, în comitatul Cambridgeshire din regiunea East, Anglia. 

## Istoric

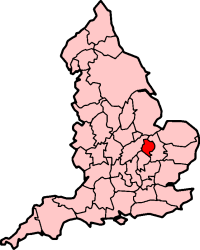
Comitatul istoric Huntingdonshire în Anglia

Huntingdonshire există încă din secolul al XII-lea fiind unul dintre cele 39 Comitate istorice ale Angliei. În 1889 devine un comitat administrativ iar în 1965 este unit cu districtul municipal Peterborough devenind comitatul Huntingdon and Peterborough. În urma reformei administrative din 1974 acesta devine parte a comitatului actual Cambridgeshire.

## Orașe din cadrul districtului
- Godmanchester
- Huntingdon
- St Ives
- St Neots